# サヌーシー教団

サヌーシー教団の旗。キレナイカ首長国と比べ、中心部の三日月と星が少し太い。

サヌーシー教団（Senussi）は、イスラーム神秘主義の教団。「ネオ・スーフィズム」と呼ばれるイスラーム神秘主義の改革運動の流れを汲む教団であり、主にリビア東部のキレナイカ地方で強く信仰されている。

## 創設
サヌーシー教団の創設者であるムハンマド・イブン・アリー・アッ＝サヌーシーは現在のアルジェリアで生まれた。各地に遊学した後、1826年にメッカ巡礼を行った際イスラーム神秘主義者のイブン・イドリースに傾倒してイドリース教団に入門し、その高弟となった。当時アラビア半島ではイスラーム神秘主義を否定するワッハーブ派が台頭しており、これに対抗するべくイスラーム神秘主義の側でも改革運動が起こっていた。サヌーシーが修行を積んだイドリース教団は改革運動の代表的存在であり、復古的な思想や強固な教団組織は後のサヌーシー教団に大きな影響を与えた。
サヌーシーは1837年に自らの教団であるサヌーシー教団をメッカにおいて組織するが、後にメッカで支配者の内紛が起こった際に離れ、1843年に当時オスマン帝国領だったキレナイカに移住しそこで教えを広めた。サヌーシー教団が移住した当時のキレナイカは遊牧民同士の衝突が続く無秩序な土地だったが、サヌーシー教団は荒れた内陸部に本拠を構え、節倹を旨とし質素な儀式で遊牧民たちの心をつかみ、調停者として教線を広げていった。1859年にサヌーシーが亡くなっても教団は拡大を続け、キレナイカ一帯に大きな勢力を誇るようになった。オスマン帝国政府はキレナイカにあまり口出しをせず、サヌーシー教団はキレナイカで自治を行い、繁栄を続けた。しかし1908年に青年トルコ人革命が起きると、サヌーシー教団は弾圧を受けるようになった。

## イタリアとの戦い
1911年に伊土戦争が勃発し、イタリア王国がリビアに攻め込むと、サヌーシー教団はオスマン軍に協力して内陸部に逃れゲリラ戦を行い、イタリア軍を苦しめた。1912年に和平が結ばれ、キレナイカはイタリア領リビアとなった。
第一次世界大戦（北アフリカ戦線）中、サヌーシー教団はトルコの支援の下で抵抗を続け（サヌーシー戦争）、イタリアと戦った。1920年に一時停戦が成立し、サヌーシー教団の指導者ムハンマド・イドリースをキレナイカの支配者と認めたものの、1922年にムッソリーニがイタリアの政権を握るとともに再び戦闘が勃発し、イドリースはエジプトに逃れた。しかしサヌーシー教団のオマル・ムフタールはなおも内陸部で抵抗を継続し、1931年までイタリア軍と戦い続けたが、同年捕らえられ処刑された。
その後もサヌーシー教団はエジプトのイドリースの元でイタリアと対立を続け、第二次世界大戦（北アフリカ戦線）においては連合国側に参加しイタリアと戦った。

## リビア独立
1951年にリビア地域が独立する際、トリポリタニア・キレナイカ・フェザーンの3地域をまとめられる人物として、キレナイカ首長だったムハンマド・イドリースが担ぎ出され、リビア連合王国の国王イドリース1世として即位することとなった。
その後、1969年にカダフィによるクーデターが起き、イドリースは亡命を余儀なくされた。